# Michael Ehrenreich Kauzmann
Michael Ehrenreich Kauzmann (* 25. Juni 1769 in Schwabach; † 16. Julijul. / 28. Juli 1816greg. in Reval) war ein deutscher Chirurg und Hochschullehrer in Dorpat.

## Leben
Kauzmann studierte ab dem 21. Oktober 1799 Medizin an der Universität Erlangen, wo er sich dem Corps Franconia II anschloss. Danach diente er sieben Jahre als Eskadronchirurg im Preußischen Kürassier-Regiment von Borstel. 1802 wurde er über ein neues Trepanationsinstrument promoviert. Er praktizierte eine Zeitlang in seiner Heimatstadt. Seit 1803 Prosektor, wurde er 1805 auf den chirurgischen Lehrstuhl der Universität Dorpat berufen. Er legte 1810 die Professur nieder und praktizierte in Dorpat, ab 1813 in Riga und ab 1816 in Reval, wo er bald mit 47 Jahren starb.

## Familie
Kautzmann war in erster Ehe mit Eleonore Elisabeth Charlotte Baronesse von Bruiningk (8. September 1785–24. August 1807) verheiratet.
- Charlotte Juliana von Kautzmann (30. April 1807–13. November 1875)

In zweiter Ehe war er mit Anna (Annette) Tunzelmann von Adlerflug verheiratet
- Moritz Georg von Kautzmann (19. Dezember 1811–26. September 1874), Pastor